# Lola May
Lola May (nacida como May Purman; 1889–1971) fue una actriz estadounidense que trabajó en películas mudas y obras teatrales.

## Filmografía parcial
- The Lure (1914)
- The Beggar of Cawnpore (1916)
- The Heart of Nora Flynn (1916)
- The Green Swamp (1916)
- Civilization (1916)